# Cajá-manga

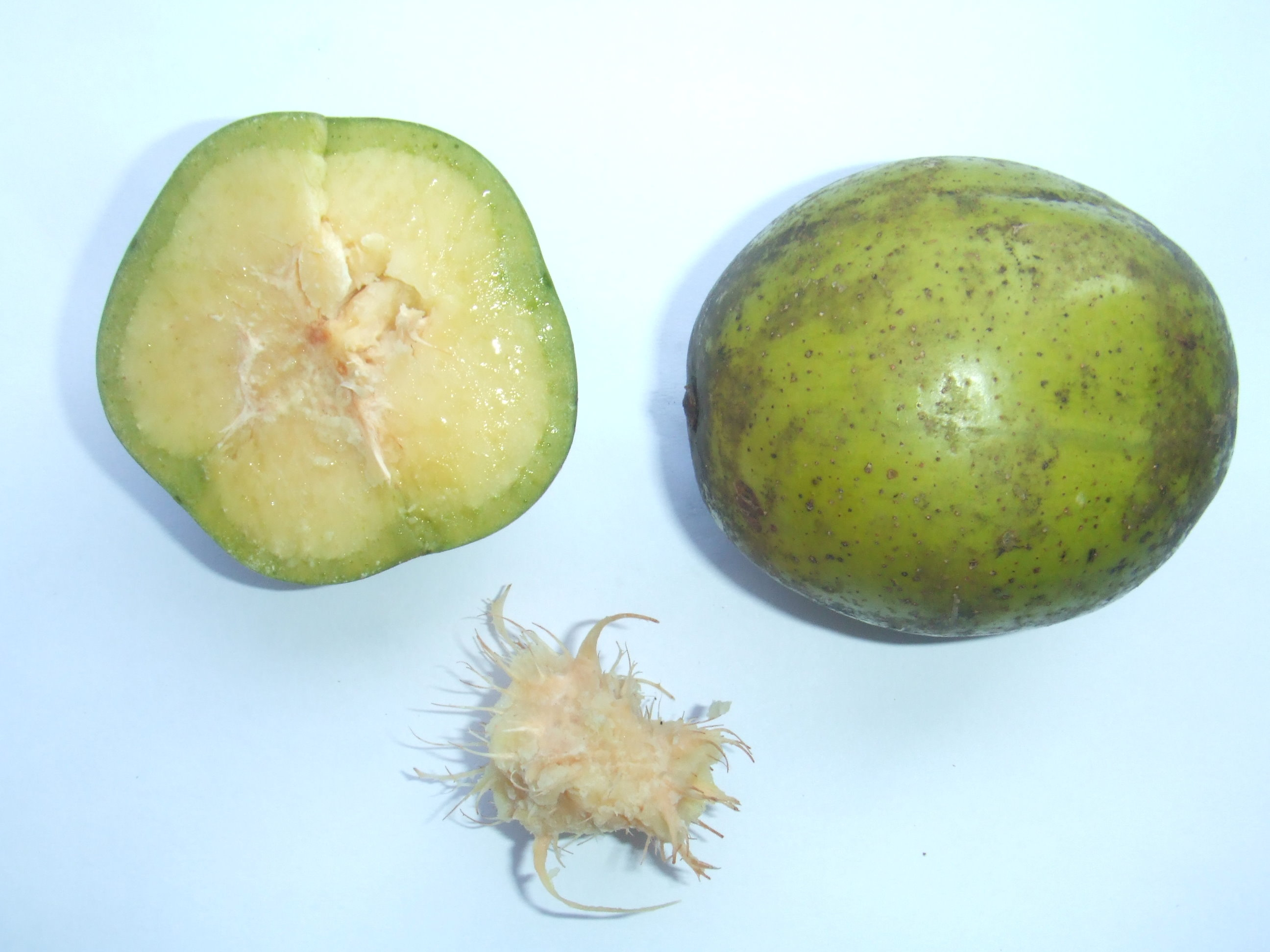
Fruto e semente

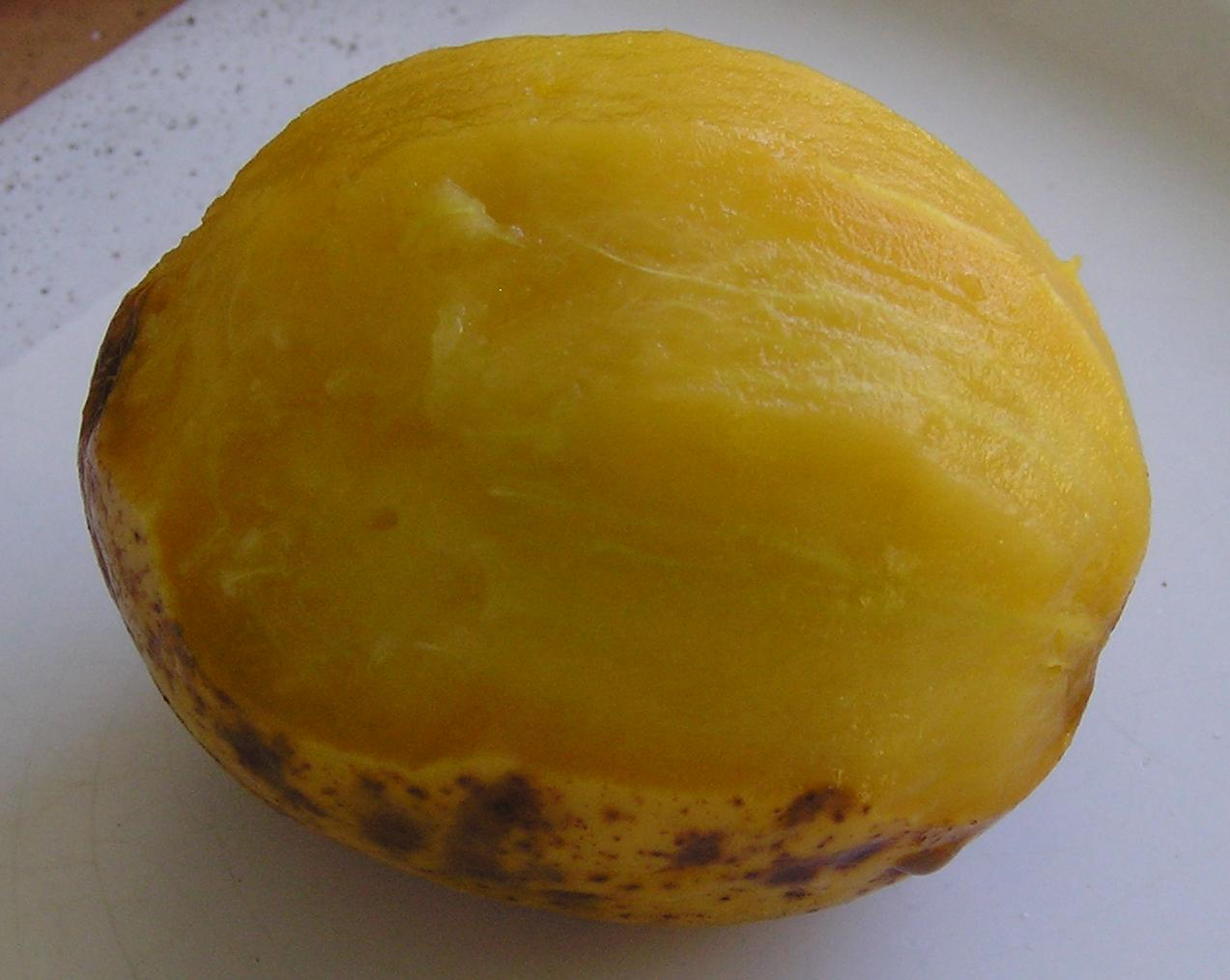
Fruto descascado

Spondias dulcis, (também denominada Spondias cythera Sonn), e uma espécia da família Anacardiaceae e conhecida popularmente pelos nomes cajá-manga, cajá, cajarana, taperebá-do-sertão e cajá-anão, é uma árvore da família das anacardiáceas. É originário do Arquipélago da Sociedade, na Oceania. Está presente em quase todo o território brasileiro, em especial na Região Nordeste do Brasil bem como noutros países da Ásia, América e Caribe.

## Etimologia
"Cajá" vem do tupi aka'yá. "Cajarana" também vem do tupi, significando "o que se parece com o cajá". "Taperebá" vem do tupi taperei'iwa. 

## Características
A árvore do cajá-manga pode atingir até 15 metros de altura. O fruto tem formato cilíndrico, com 6 a 10 cm de comprimento, 5 a 9 cm de diâmetro, podendo pesar até 380 g. É um fruto de casca lisa e fina, que possui coloração amarela brilhante, muito aromático e de polpa suculenta, de sabor agridoce e ácido quando maduro, com endocarpo revestido de espinhos (macios) irregulares. As folhas são ricas em rutina, um importante flavonoide com grande atividade antioxidante. É uma fruta rica em fibras.
É muito utilizada no preparo de sumos, cocktails, licores e sorvetes.